# A9高速公路 (奥地利)
A2高速公路（德語：Pyhrnautobahn A9），又稱皮恩高速公路（因穿過皮恩山口得名），是奧地利一條高速公路，連接西北部上奧地利州的萨特莱特以及接壤斯洛文尼亞邊境的施皮爾費爾德，中間經過格拉茨，並經A1高速公路可連接到馬里博爾。全長230公里。
公路2004年12月18日全面通車。是歐洲E57和E59公路的一部份。